# 던말릭
문인섭(1996년 1월 21일~)은 예명 던말릭(Don Malik)으로 더 잘 알려진 대한민국의 래퍼이다. 2020년에 데뷔 정규 음반 <선인장화: MALIK THE CACTUS FLOWER>를 발매해 평론가들의 호평을 받았다.

## 생애
문인섭은 1996년 1월 21일에 서울특별시에서 태어났다. 드렁큰 타이거와 MC 스나이퍼의 음악을 들으면서 힙합에 관심을 가지기 시작했다. 고등학교 2학년 때 래퍼가 되기로 결심했고, JJK에게 랩 레슨을 받았다.

## 학력
- 경신중학교 (졸업)
- 홍익대학교 사범대학 부속고등학교 (졸업)[3]

## 경력

### 2014-2018: 데이즈 얼라이브 뮤직과의 계약
던말릭은 2014년에 데이즈 얼라이브 뮤직과 계약한 후 데뷔 싱글 "The Way I Am"을 발매했다." 2015년에 음악 프로듀서 마일드 비츠와 합작 음반 <탯줄>을 발매했고, 타이틀곡 "About Muse"는 평론가들의 호평을 받았다. 2016년에 음악 프로듀서 키마와 합작 음반 <Tribeast>를 발매했고, 이는 평론가들의 호평을 받았다.

### 2019-현재: 앰비션 뮤직과의 계약
던말릭은 2020년에 데뷔 정규 음반 <선인장화: MALIK THE CACTUS FLOWER>를 발매했고, 이는 평론가들의 호평을 받았다. 2021년에 앰비션 뮤직과 계약한 후 2번째 정규 음반 <Paid in Seoul>을 발매했다. 2022년에 <쇼미더머니11>에 출연했다.

## 논란
던말릭은 2018년 2월에 미성년자 팬을 성추행한 혐의로 데이즈 얼라이브에서 방출되었다. 그러나 그는 9월에 불기소 이유통지서를 공개하며 자신의 무죄를 주장했다.

## 음반 목록

### 정규 음반
| 제목                              | 상세                                                                         | 최고 차트 순위 |
| 제목                              | 상세                                                                         | KOR            |
| --------------------------------- | ---------------------------------------------------------------------------- | -------------- |
| 선인장화: Malik the Cactus Flower | - 발매일: 2020년 3월 6일 - 레이블: 더컷 - 형식: CD, 디지털 다운로드          | 39             |
| Paid in Seoul                     | - 발매일: 2021년 10월 19일 - 레이블: 앰비션 뮤직 - 형식: CD, 디지털 다운로드 | 50             |

### 합작 음반
| 제목                    | 상세                                                                        |
| ----------------------- | --------------------------------------------------------------------------- |
| 탯줄 (with 마일드 비츠) | - 발매일: 2015년 3월 31일 - 레이블: 데이즈 얼라이브 - 형식: 디지털 다운로드 |
| Tribeast (with 키마)    | - 발매일: 2016년 4월 19일 - 레이블: 데이즈 얼라이브 - 형식: 디지털 다운로드 |

## 출연 작품

### TV
| 연도 | 제목         | 역할   | 비고 | 각주   |
| ---- | ------------ | ------ | ---- | ------ |
| 2022 | 쇼미더머니11 | 참가자 | 4위  | [ 10 ] |

## 수상 및 후보
| 시상식           | 연도 | 후보                                | 부문                | 결과 | 각주   |
| ---------------- | ---- | ----------------------------------- | ------------------- | ---- | ------ |
| 한국대중음악상   | 2016 | <Tribeast>                          | 최우수 힙합 음반    | 후보 | [ 14 ] |
| 한국 힙합 어워즈 | 2020 | "Bad News Cypher vol.1"             | 올해의 콜라보레이션 | 후보 | [ 15 ] |
| 한국 힙합 어워즈 | 2021 | <선인장화: MALIK THE CACTUS FLOWER> | 올해의 힙합 앨범    | 후보 | [ 16 ] |